# Empis apophysis
Empis apophysis är en tvåvingeart som beskrevs av Frey 1953. Empis apophysis ingår i släktet Empis och familjen dansflugor. Inga underarter finns listade i Catalogue of Life.